# Cynthia Watros
Cynthia Michele Watros (Lake Orion, Michigan, 2 de setembro de 1968) é uma atriz americana de televisão ganhadora do Emmy Award, que também estrelou em filmes e nos palcos. Ela é mais conhecida por seu papel como Libby na série de televisão da ABC Lost, Kellie em The Drew Carey Show, Erin em Titus, e Annie Dutton em Guiding Light. Ela nasceu em Lake Orion, Michigan.

## Biografia
Watros nasceu em Lake Orion, Michigan. Ela freqüentou Macomb Community College em  Clinton Township, Michigan, e recebeu um diploma de bacharel em artes pela Universidade de Boston, onde ela fazia parte do Programa de Treinamento de Atores Profissionais da Universidade de Boston.
Quando adolescente, ela foi diagnosticada com uma auto-imune doença no sangue. Por dois anos fez quimioterapia e uma cirurgia de retirada do baço. Parece estar em remissão. Seus pais se divorciaram quando tinha 7 anos. Casou com Curt em 1996, um dono de restaurante em Los Angeles e teve os filhos gêmeos, Emma Rose Marie e Sadie Anna Marie Gilliland, nasceram em 14 de Julho de 2001 em Los Angeles.
Estudou na Macomb Community College na região de Macomb, Michigan e depois na Universidade de Boston em Artes (graduada com o bacharel de belas artes). Ela gosta de esquiar e dançar. Ganhou um prêmio Daytime Emmy em 1998 por sua representação em "Annie Dutton" pela série "Guiding Light".
É provavelmente mais conhecida por sua personagem como a paciente e sensível namorada de Christopher Titus, Erin Fitzpatrick no sitcom "Titus".
Watros participou da série House MD em vários episódios interpretando a personagem Sam Carr esposa de James Wilson.